# Longitarsus hermonensis
Longitarsus hermonensis es un coleóptero de la familia Chrysomelidae. Fue descrita científicamente en 1980 por Furth.